# Société parisienne d'édition

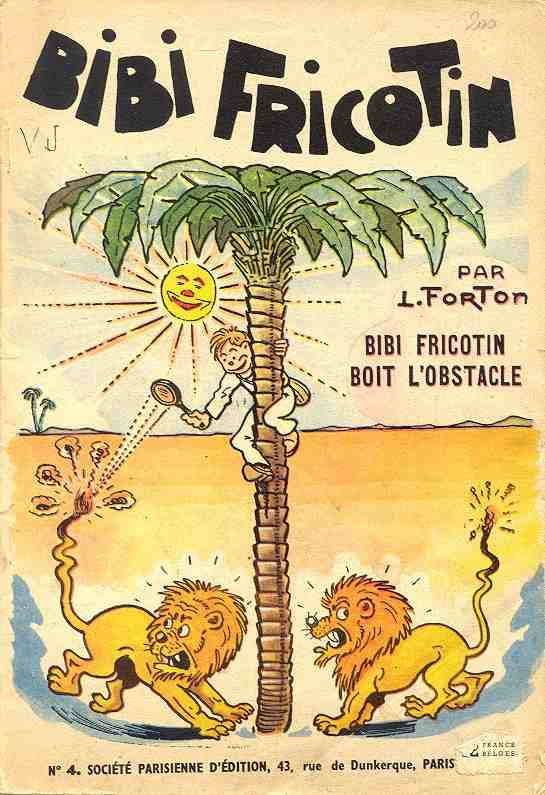
Bibi Fricotin par Louis Forton publié par la SPE

La Société parisienne d'édition ou SPÉ, antérieurement dénommée Offenstadt Frères (1899) puis Publications Offenstadt, est une ancienne société d'édition, en particulier de périodiques de bandes dessinées, qui a été créée par les frères Offenstadt en 1919.

## Histoire

### Les débuts
Les deux frères Charles et Georges Offenstadt qui sont reprographes à Paris, s'associent avec trois autres de leurs frères, Maurice (ou Moïse), Nathan et Villefranche, pour créer, le 26 avril 1899, une Société en nom collectif au capital de 3 000 francs, sous la raison sociale « Offenstadt Frères ». La société est située au 18 rue Feydeau à Paris et son objet social est ainsi résumé : commission, machines à écrire, papeterie, imprimerie. En 1901, le siège social de la société est transféré au 23 rue Richer, toujours à Paris, et le capital est augmenté de 27 000 francs. La société est dissoute le 1er juin 1902 et recréée un peu plus tard, son siège est alors domicilié au 3 rue de Rocroy.
La société publie des romans polissons utilisant notamment le comique troupier, et son magazine emblématique est La Vie en culotte rouge. Cet hebdomadaire de seize pages, créé le 16 février 1902 et vendu quinze centimes le numéro, est largement diffusé dans toute la France, plus particulièrement dans les librairies des gares de chemin de fer. Il alterne les dessins humoristiques et les textes plus ou moins grivois. Son contenu met exclusivement en scène des militaires en uniforme face à des femmes souvent jeunes et jolies et parfois légèrement dénudées (selon les critères de l'époque !). Son titre évoque le fameux pantalon rouge garance de l'uniforme de l'infanterie française de l'époque, avant son remplacement par la tenue bleu horizon moins voyante. Les frères Offenstadt publient également des romans plus aboutis comme D'un Lit dans l'Autre, écrit en 1902, par Maurice de Vlaminck et le caporal anarchiste Fernand Sernada, avec des illustrations de Derain.

### La presse illustrée enfantine

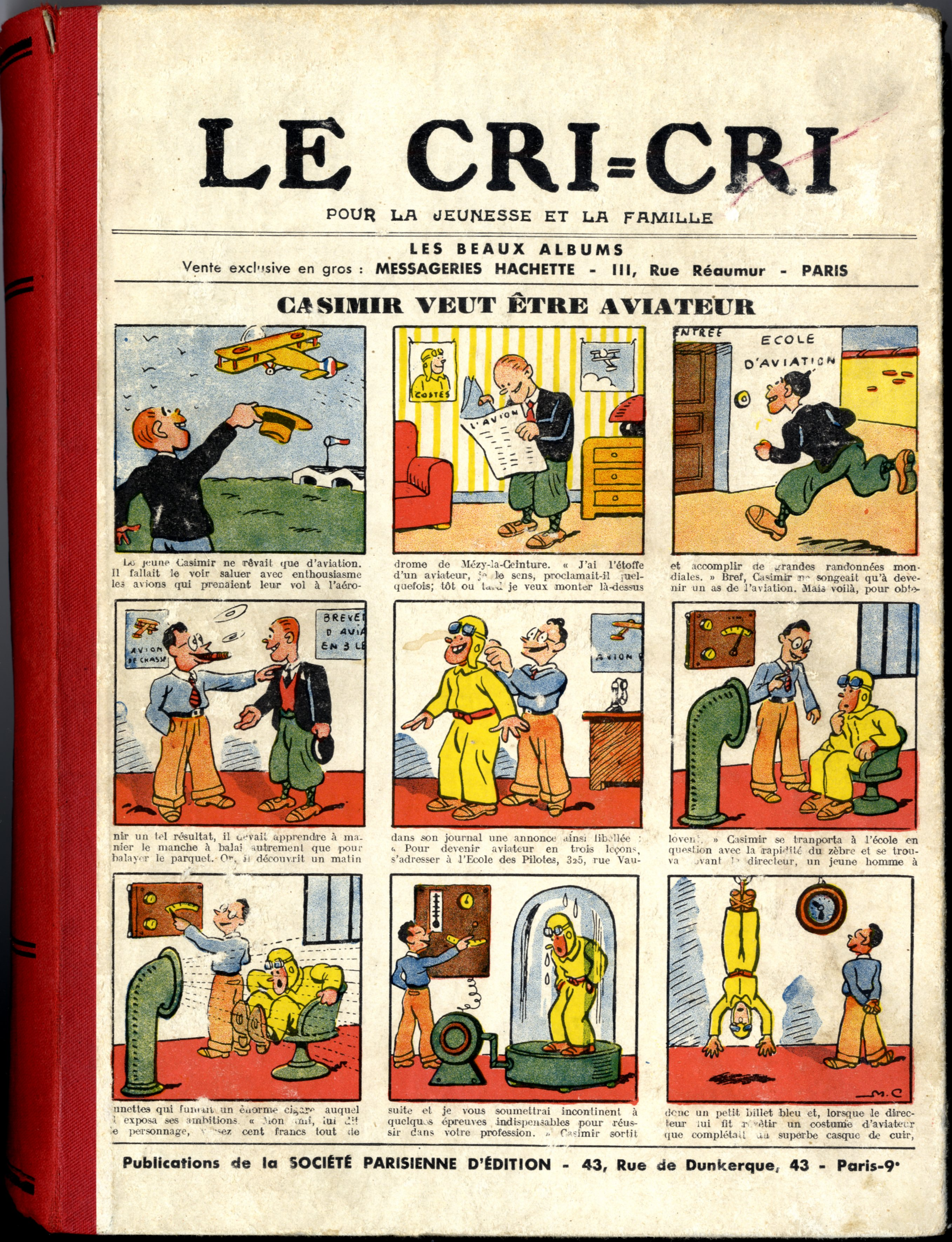
Le Cri-Cri, avec un strip de Maurice Cuvillier (1933)

Entre-temps, les frères Offenstadt se sont également tournés vers les publications illustrées enfantines. Ils créent ainsi les magazines l'Illustré en 1904 (remplacé par Le Petit Illustré en 1906), l'Épatant en 1908, Fillette et Cri-Cri en 1909 (le premier numéro de Cri-cri est encarté dans l'Épatant) et l'Intrépide en 1910. 
Le 21 septembre 1909, l'entreprise devient une société anonyme ; elle prend la dénomination de « société des Publications Offenstadt » et son capital s'élève à 300 000 francs.
La création de la bande dessinée Les Pieds nickelés par Louis Forton le 4 juin 1908 dans le numéro 9 de l'Épatant assurera le succès de ce journal tandis que l'année suivante Jo Valle (pour le scénario) et André Vallet (pour les dessins) créeront l'Espiègle Lili pour le magazine Fillette. En mars 1912, les publications Offenstadt créent Les Romans de la jeunesse, un hebdomadaire orienté vers le feuilleton.

### Les attaques des milieux moralisateurs
Les frères Offenstadt qui sont juifs et d'origine allemande sont soumis à des attaques particulièrement virulentes de la part des milieux moralisateurs. Ils sont notamment la cible du sénateur René Bérenger, connu comme le « père la pudeur », qui réussit à dissuader les compagnies de chemin de fer de permettre la vente de La Vie en culotte rouge dans les gares. Le 25 janvier 1909, Georges Offenstadt, propriétaire du journal depuis janvier 1908, et Maurice Weill, l'ancien propriétaire, assignent le sénateur Bérenger devant le tribunal de la Seine en lui réclamant 100 000 francs de dommages et intérêts pour le préjudice subi, ainsi qu'une indemnisation, pour Georges Offenstadt, de 5 000 francs par an et par réseau jusqu'au rétablissement de la vente du journal. Le 16 février 1910, le tribunal déboute Maurice Weill et Georges Offenstadt. En 1910, c'est Charles Offenstadt qui poursuit le sénateur Bérenger en diffamation et lui réclame 10 000 francs de dommages et intérêts. Lors de sa comparution devant la neuvième chambre correctionnelle le 1er juillet 1910, le sénateur déclare explicitement renoncer à son immunité parlementaire. C'est cependant sur ce motif que le tribunal argumente pour déclarer la nullité de la citation à comparaître.
En 1912, la publication du journal La Vie en culotte rouge est définitivement arrêtée. Il sera remplacé en 1915 par Le régiment, un journal illustré beaucoup plus sobre.
Les années 1910 marquent une première émancipation des femmes dans la société. Les Éditions Offenstadt publient alors des revues à destination d'un public féminin comme Les Modes de la femme de France en 1915.
L'abbé Louis Bethléem (1869-1940), célèbre pour son livre Romans à lire et romans à proscrire, invite les chrétiens à se détourner des publications des frères Offenstadt. Ainsi, en 1913, la revue catholique Romans-revue, qu'il anime, traite la société des frères Offenstadt de « société judéo-allemande des publications pornographiques ».

### La Première Guerre mondiale
Durant la Première Guerre mondiale, les frères s'efforcent de montrer leur patriotisme, ainsi les Pieds Nickelés montent au front et participent activement à la guerre en ridiculisant l'ennemi dans leurs histoires. En janvier 1915, les publications Offenstadt remplacent les Romans de la jeunesse par La Croix d'honneur, un nouveau magazine au titre cocardier, qui fusionnera avec Cri-Cri à la fin de la guerre. Charles Offenstadt décède en janvier 1918.

### L'entre-deux-guerres
Les frères Offenstadt décident après la guerre de changer le nom de leur entreprise en « Société parisienne d'édition » (SPE).  Ils créent alors de nouveaux magazines : Lili en 1919, Les Histoires en images en 1921, rachête puis relance Le Pêle-Mêle en 1924. C'est cette même année 1924 que paraît pour la première fois Bibi Fricotin dans Le Petit Illustré.
La société est alors dirigée par Moïse Offenstadt.
En 1922, la SPÉ sort Mon Ciné, le premier journal cinématographique pour le grand public.
La même année, la SPE crée une publication intitulée Le Film complet qui parait trois fois par semaine : le mardi, le jeudi et le samedi. Ce journal se propose de raconter l'histoire d'un film sous forme d'une nouvelle. À la même époque, la société rachète à la société des Grands cinémas, plusieurs établissements cinématographiques situés à Paris. La société est prospère, en une douzaine d'années elle a presque décuplé ses recettes qui atteignent désormais près de 17 millions de francs, permettant de dégager un bénéfice de plus de 3 millions. Selon la la Cinémathèque, « [c]es ciné-romans, destinés au départ à un public très populaire, sont parfois le seul témoignage d’un film lui-même disparu [...] ».
En juin 1924, les éditions Offenstadt publient Système D, journal hebdomadaire illustré du débrouillard, et Le Protecteur des animaux en 1926.
Le 2 mai 1930, le siège de la SPE est transféré au 43 rue de Dunkerque.

### La disparition de la SPE
Durant la Seconde Guerre mondiale, les lois sur le statut des Juifs du régime de Vichy dépossèdent les frères Offenstadt. Maurice Offenstadt meurt à Nice en 1943 et Nathan meurt au camp de Drancy en 1944. Les membres du reste de la famille devront attendre 1946 pour recouvrer leur société. Cependant la SPE ne réussira jamais à retrouver son rang d'avant guerre face aux journaux concurrents comme Spirou, Tintin, Vaillant ou Le Journal de Mickey.
Dans les années 1960, la SPE est absorbée par les publications Georges Ventillard.

## Ligne éditoriale
Dans l'Histoire Générale de la presse française,, on peut lire que les éditions Offenstadt sont « essentiellement distractives, écrites dans un style très relâché et souvent argotique, usant d'un humour parfois grossier, elles étaient avant tout des affaires commerciales ».  
Les Éditions Offenstadt ont su conserver un quasi-monopole dans la presse populaire du début du XXe siècle jusqu'à la Seconde Guerre mondiale.

## Dessinateurs et auteurs ayant travaillé pour la SPE
- José Moselli
- Calvo
- Dut
- Gigi
- Eu. Gire
- Louis Forton
- Willy et Yves Groux
- André Harvec
- Kline
- Melliès
- Novi
- Pellos
- Pierre Lacroix
- Gaston Choquet
- Raoul Thomen

## Principales publications périodiques
- 1902 : La Vie en culotte rouge
- 1903 : Le Chichi
- 1904 : L'Illustré (remplacé par Le Petit Illustré en 1906)
- 1906 : Le Petit Illustré (en remplacement de L'Illustré créé en 1904)
- 1908 : L'Épatant
- 1909 : Fillette
- 1909 : Cri-cri
- 1910 : L'Intrépide
- 1915 : Le Régiment
- 1915 : La Croix d'honneur (fusionne avec Cri-cri en 1918)
- 1915 : Les Modes de la femme de France[16]
- 1919 : Lili
- 1919 : Sciences et Voyages (hebdomadaire jusqu'au n° 826, Sciences et Voyages est devenu mensuel dans les années 1930)
- 1921 : La Mode du jour
- 1921 : Les Histoires en images
- 1922 : Mon Ciné'
- 1922 : Le Film complet
- 1924 : Le Pêle-Mêle (reprise)
- 1924 : Paris-ciné
- 1924 : Système D
- 1926 : Le protecteur des animaux
- 1930 : Police Magazine
- 1933 : Radio Plans
- 1936 : Junior
- 1937 : L'As
- 1946 : Aggie
- 1956 : Joyeuse Lecture

## Principaux personnages créés
- Les Pieds nickelés, créés par Louis Forton le 4 juin 1908 dans le numéro 9 de L'Épatant
- Lili, créée par le scénariste Jo Valle et le dessinateur André Vallet le 21 octobre 1909 dans Fillette[17]
- Bibi Fricotin, créé par Louis Forton le 5 octobre 1924 dans le numéro 1043 du Petit Illustré